# KJ-500
Le Shaanxi KJ-500 (空警-500 Kongjian-500) est un avion de détection et de commandement de l'armée de l'air chinoise et plus récemment de la marine chinoise. Cet appareil est produit par Shaanxi Aircraft Corporation (en)

## Caractéristiques
Le KJ-500 est basé sur l'avion de transport chinois Y-9, une version allongée du Shaanxi Y-8. L'avion est propulsé par 4 turbopropulseurs FWJ-6C et a une portée maximale[Quoi ?] de 7 800 km.
La couverture 360° par un radar AESA à 3 faces. Chaque face couvre un angle de 120°. Cette configuration permet d'avoir un radôme fixe contrairement aux célèbres Boeing E-3 Sentry ou Grumman E-2 Hawkeye (où le radar pivotant empêche d'avoir une couverture à 360° instantanée)
Sa portée de détection contre des cibles de la taille d'un chasseur est de 470 km.
Plus performant que le KJ-200 (couverture incomplète) et bien plus facile à construire que le KJ-2000 (nécessitant de modifier un Il-76MD), le KJ-500 est produit rapidement. Un prototype équipé d'une perche de ravitaillement a été aperçu en mai 2018.
Des KJ-500 ont été exportés vers les forces aériennes pakistanaises.